# Ur Jordens Djup
Az Ur Jordens Djup a Finntroll finn folk metal együttes ötödik nagylemeze, mely 2007 márciusában jelent meg Century Media kiadásában. A régi albumoktól eltérő hangzásvilágú lemez, mely tökéletesen ötvözi a Black és Folk metal elemeit.
A dalszövegeket Katla, a Finntroll első énekese írta.

## Az album dalai
| #   | Cím                  | Jelentése          | Hossz |
| --- | -------------------- | ------------------ | ----- |
| 1.  | Gryning (Intro)      | Virradat           | 3:33  |
| 2.  | Sång                 | Dal                | 4:40  |
| 3.  | Korpens Saga         | A holló regéje     | 3:26  |
| 4.  | Nedgång              | Hanyatlás          |       |
| 5.  | Ur Djupet            | A mélységből       | 4:59  |
| 6.  | Slagbröder           | A háború fivérei   | 4:31  |
| 7.  | En Mäktig Här        | Egy erős horda     | 4:19  |
| 8.  | Ormhäxan             | A kígyó boszorkány | 4:39  |
| 9.  | Maktens Spira        | Az erő jogara      | 3:28  |
| 10. | Under Två Runor      | Két rúna alatt     | 5:36  |
| 11. | Kvällning/Trollvisan | Alkony/Troll ének  | 13:01 |

## Tagok
- Henri "Trollhorn" Sorvali – billentyűk
- Mikael "Routa" Karlbom – gitár
- Mathias "Vreth" Lillmåns – vokál
- Samu "Beast Dominator" Ruotsalainen – dobok
- Samuli "Skrymer" Ponsimaa – gitár
- Sami "Tundra" Uusitalo – basszusgitár